# Acanthoplesiops hiatti
Acanthoplesiops hiatti és una espècie de peix de la família Plesiopidae i de l'ordre dels perciformes present a les Filipines, les Illes Moluques, el sud del Japó (Illes Izu) i les Illes Marshall.
Els mascles poden assolir els 2,4 cm de longitud total.